# Římskokatolická farnost Vyklantice
Římskokatolická farnost Vyklantice je zaniklým územním společenstvím římských katolíků v rámci pelhřimovského vikariátu českobudějovické diecéze.

## O farnosti

### Historie
Ves Vyklantice, která se prvně písemně připomíná v roce 1410 jako majetek strahovských premonstrátů, sloužila od roku 1436 jako zástavný majetek krále Zikmunda. Po roce 1530 se stala jako dědičný majetek součástí pacovského panství a následně ještě několikrát změnila majitele. Teprve hrabě Jan Jáchym, svobodný pán z Harrachu, majitele Vyklantic, nechal na své náklady postavit a 7. ledna 1729 vysvětit kapli svatého Jana Nepomuckého, která se stala filiální k farnosti v Lukavci. Její vysvěcení provedl pražský arcibiskup František Ferdinand, hrabě z Khünburgu. Hrabě Harrach, který se zasloužil i o výstavbu místního zámku, však o tři roky později, 17. června 1732, bezdětný zemřel. Majitelé Vyklantic se následně často měnili, než je v roce 1753 Adaukt Deym, svobodný pán ze Stříteže, prodal Janu Josefu Jeřábku z Jeřabiny, svobodnému pánu z Beglerbergu, hejtmanovi Čáslavského kraje. Zásluhou Jeřábka z Jeřabin byla nejen kaple sv. Jana Nepomuckého rozšířená na kostel a upraveny zámecké interiéry, postavená nová hřbitovní Kaple svaté Anny, ale zejména v roce 1773 nechal ve Vyklanticích zřídit samostatnou farnost. V témže roce začaly být vedeny i matriční knihy. Patrová budova fary čp. 23 byla postavená v letech 1818–1827.
Přehled správců farnosti v druhé polovině 19. století:
- 1857–? P. František Bruckner (* 8. května 18221 Nížkov † 19. ledna 1879), administrátor, později farář v Košeticích[11][12]
- ?–1862 P. Jan Materna, farář[13]
- 1862–1866 P. Jan Vrabec, farář[14][15]
- 1866–? P. Vojtěch Nettyk, administrátor,[16] od 1867 farář[17]
- 1871–1891 P. Jan Vavřina (* 16. prosince 1828 Odřepsy † 20. ledna 1895), dříve kaplan v Jelení, po dvaceti letech služby odešel na odpočinek do Trhové Kamenice[18][19][20]
- 1892–? P. Bohumil Dvořák[21]

Farnost patřila do roku 1993 do královéhradecké diecéze. Dekretem pro kongregace ze dne 31. května 1993 byla převedena do českobudějovické diecéze, v souvislosti s úpravou hranic diecézí po vzniku plzeňského biskupství.
Farnost k 31. prosinci 2019 zanikla, jejím právním nástupcem se 1. ledna 2020 stala Římskokatolická farnost Lukavec. Posledními správci farnosti byli P. Rudolf Vošický (8. června 1931–4. října 2017), který byl administrátorem do 30. června 2014 a PhDr. Siard Dušan Sklenka, OPraem.

## Kostely a kaple farnosti
| Obrázek | Kostel                          | Místo            | Bohoslužba             | Bohoslužba             | Poznámka            |
| ------- | ------------------------------- | ---------------- | ---------------------- | ---------------------- | ------------------- |
|         | Kaple svatého Huberta           | Petrovsko        | neslouží se pravidelně | neslouží se pravidelně | kaple               |
|         | Kaple svaté Anny                | Staré Vyklantice | neslouží se pravidelně | neslouží se pravidelně | hřbitovní kaple     |
|         | Kaple                           | Starý Smrdov     | neslouží se pravidelně | neslouží se pravidelně | kaple               |
|         | Kostel svatého Jana Nepomuckého | Vyklantice       | neděle                 | 8.00                   | bývalý farní kostel |